# Distrito Rural (Jerez de la Frontera)
Distrito Rural es uno de los siete distritos de la ciudad de Jerez de la Frontera, en la provincia de Cádiz, España. Cuenta con una población de 7.270 habitantes distribuidas en 26 barriadas y zonas rurales por todo el término municipal de Jerez.

## Barriadas Rurales

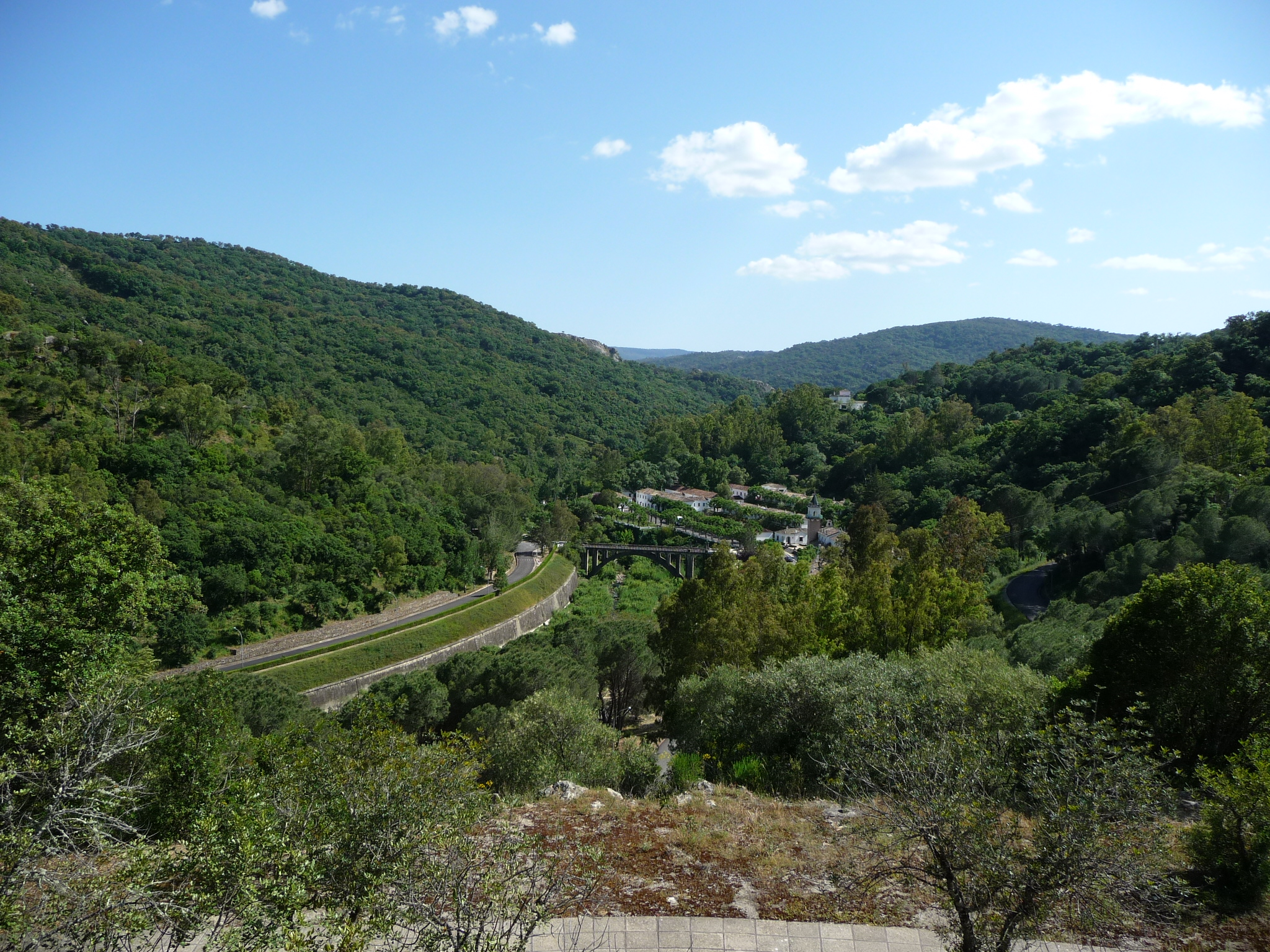
Poblado de Los Hurones

| - Los Albarizones - La Corta - El Portal - La Ina - Torremelgarejo - Fuente Rey - Macharnudo - Isletes - Cañada del León | - Majarromaque - Puente de la Guareña - Rajamancera - El Mojo - Lomopardo - Los Hurones - El Romero - Repastaderos - Dehesilla de Algar | - Las Pachecas - Gibalbín - Cuartillos - Las Tablas, Polila y Añina - Mesas de Asta - Casablanca - La Jarda - Alcornocalejos - El Cuervo de Sevilla (parcial) |  |